# Theope lichyi
Espèce
Theope lichyi est une espèce d'insectes lépidoptères appartenant à la famille  des Riodinidae et au genre Theope.

## Taxonomie
Theope lichyi a été nommé par Christian Brévignon en 2011.

## Description
Theope lichyi est un papillon au dessus des ailes antérieures noir orné de bleu de façon plus étendue chez la femelle et au dessus des ailes postérieures de couleur bleue.
Le revers est blanc légèrement grisé et de façon plus intense à l'apex des ailes antérieures avec une ligne submarginale de sept taches noires cernées de blanc et une frange blanche chez le mâle et grise chez la femelle.

## Biologie
Il est visible en Guyane de septembre à avril.

## Écologie et distribution
Theope lichyi n'est présent qu'en Guyane.

### Biotope
Il réside dans la zone de savane sub-côtière de la Guyane.

### Protection
Pas de statut de protection particulier.